# Desa Jatimulyo (administrativ by i Indonesien, Jawa Timur, lat -7,28, long 111,58)
Desa Jatimulyo är en administrativ by i Indonesien.   Den ligger i provinsen Jawa Timur, i den västra delen av landet, 500 km öster om huvudstaden Jakarta.